# 長島村 (岩手県)
長島村（ながしまむら）は、昭和30年（1955年）まで岩手県東磐井郡にあった村。現在の西磐井郡平泉町長島にあたる。

## 地理
- 河川：北上川

## 沿革
- 明治22年（1889年）4月1日 - 町村制施行にともない、長部村と小島村が合併して長島村が発足。
- 昭和30年（1955年）4月15日 - 西磐井郡平泉町と合併し、新制の西磐井郡平泉町となる。

## 行政

### 歴代村長
| 代 | 氏名         | 就任                       | 退任                       | 備考 |
| -- | ------------ | -------------------------- | -------------------------- | ---- |
| 1  | 植木直之進   | 明治22年（1889年）5月22日  | 明治30年（1897年）5月21日  |      |
| 2  | 葛西豊之助   | 明治30年（1897年）5月29日  | 明治31年（1898年）4月10日  |      |
| 3  | 山平泰門     | 明治31年（1898年）4月11日  | 明治31年（1898年）5月24日  |      |
| 4  | 吉田卯助     | 明治31年（1898年）5月25日  | 明治32年（1899年）8月10日  |      |
| 5  | 丸山善三郎   | 明治32年（1899年）8月18日  | 明治34年（1901年）11月10日 |      |
| 6  | 山平泰門     | 明治34年（1901年）11月29日 | 大正2年（1913年）3月28日   | 再任 |
| 7  | 浅利寿三郎   | 大正2年（1913年）4月7日    | 大正15年（1926年）4月5日   |      |
| 8  | 三浦勝二郎   | 大正15年（1926年）6月15日  | 昭和7年（1932年）6月5日    |      |
| 9  | 吉田隆治     | 昭和7年（1932年）7月12日   | 昭和11年（1936年）7月11日  |      |
| 10 | 畠山民蔵     | 昭和11年（1936年）7月21日  | 昭和15年（1940年）7月20日  |      |
| 11 | 浅利寿三郎   | 昭和15年（1940年）8月12日  | 昭和21年（1946年）12月12日 | 再任 |
| 12 | 千葉省一     | 昭和22年（1947年）4月6日   | 昭和28年（1953年）7月9日   |      |
| 13 | 佐藤市右ェ門 | 昭和28年（1953年）8月10日  | 昭和30年（1955年）4月14日  |      |